# Michael Eder
Michael Eder (Berchtesgaden, 23 maggio 1961) è un ex sciatore alpino tedesco che gareggiò per la nazionale tedesca occidentale.

## Biografia
Eder in Coppa del Mondo ottenne il primo piazzamento di rilievo il 7 dicembre 1984 a Puy-Saint-Vincent in supergigante (12º) e come migliori piazzamenti quattro quinti posti, tutti nella medesima specialità (il primo il 27 gennaio 1985 a Garmisch-Partenkirchen, l'ultimo il 15 marzo 1987 a Calgary); ai Mondiali di Crans-Montana 1987 si classificò 8º nel supergigante e 6º nello slalom gigante, mentre l'anno dopo ai XV Giochi olimpici invernali di Calgary 1988, sua unica presenza olimpica, non completò il supergigante. L'ultimo piazzamento della sua carriera agonistica fu il 10º posto ottenuto nello slalom gigante di Coppa del Mondo disputato a Kirchberg in Tirol il 10 gennaio 1989; è padre di Dominik Schwaiger, a sua volta sciatore alpino.

## Palmarès

### Coppa del Mondo
- Miglior piazzamento in classifica generale: 24º nel 1987

### Campionati tedeschi
- 1 medaglia (dati parziali fino alla stagione 1985-1986)[2]:
  - 1 bronzo (slalom gigante nel 1986)